# Plastfilm

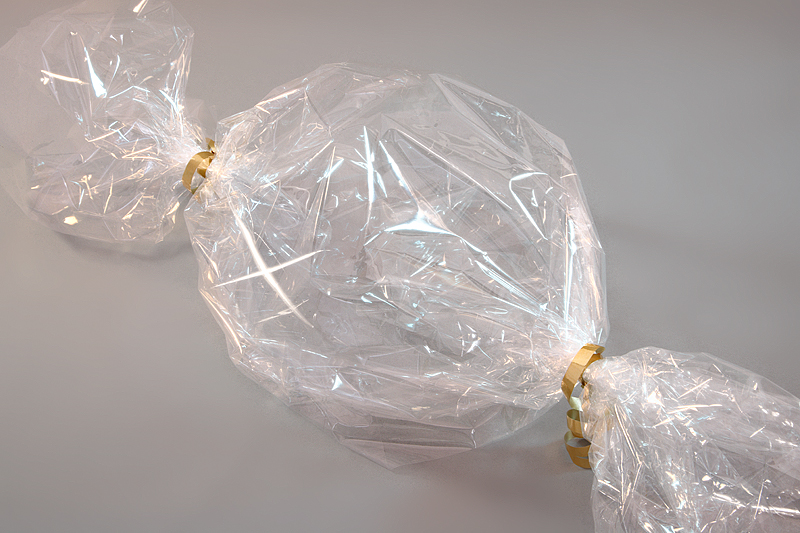
Plastfilm för konfektyr.

Plastfilm är en tunn skiva eller film tillverkad av plast. Ofta har den svagt böjliga eller mycket böjliga egenskaper.

## Exempel på tillämpningar där plastfilm används
- Fotografisk film
- Metalliserad plastfilm
- Overheadfilm
- Plastfolie
- Solfilm